# Tales from outer space
Tales from outer space is een studioalbum van RPWL. 

## Inleiding
RPWL nam het album op terwijl tegelijkertijd concerten gegeven werden. Tijdens concerten greep de band terug op de muziek van Pink Floyd, de gemeenschappelijke muzieksmaak van de leden. Zo namen ze in 2017 nog het fanalbum The man and the journey op, teruggrijpend op werk van Pink Floyd uit 1969, Voor dat album hanteerde de band een manier van opnemen waarbij de muziek meer via sessies tot stand kwam in plaats van voorgecomponeerd. Die stijl van inspelen namen ze mee naar dit album. Op hetzelfde moment voerde de band de beslissing door minder afhankelijk te worden van de invloeden van Pink Floyd.  
Het album werd in het voorjaar van 2019 uitgebracht. Leiders van RPWL gebruikten klassieke Sciencefictionverhalen als basis voor dit album, dat hoewel muziek en tekst eenzelfde thema bestrijken niet gezien kan worden als conceptalbum. Albums van RPWL werden dus nogal eens gezien als sterk op Pink Floyd gelijkend; met dit album wist RPWL zich enigszins daarvan los te weken. Echter op een concert vlak voor de release van het album speelde RPWL nog een Pink Floydset tijdens Crosslands in Ulft (29 december 2018).  De vier leden zijn fan van Pink Floyds muziek en zullen er nooit helemaal van de loskomen, gaven ze in 2019 toe. Bij dit album zijn fragmenten die vergelijkbaar zijn met de elpees Meddle en Obscured by Clouds, maar ook van bijvoorbeeld U2 uit hun beginperiode..
Tegelijkertijd wilde RPWL toch weer aan de slag met nieuwe muziek. Een uitzondering is No decoder, dat uit 2010 stamt en waarop (toch weer) een lid van Pink Floyd meespeelt: Guy Pratt.

## Musici
- Yogi Lang – zang, toetsinstrumenten
- Kalle Wallner – gitaar en basgitaar
- Markus Jehle – toetsinstrumenten
- Marc Thuriaux – drumstel

Met
- Guy Pratt – basgitaar op Not our place to be (Pratt speelde daadwerkelijk met Pink Floyd)
- Manni Müller – drumstel op Not our place to be
- Bini Heller – achtergrondzang op A new world en What I really want
- Carmen Tennich – percussie op What I really want
- Torsten Weber – akoestische gitaar op Not our place to be

## Muziek
| Nr. | Titel                                     | Duur  |
| --- | ----------------------------------------- | ----- |
| 1.  | A new world (Lang, Wallner)               | 8:38  |
| 2.  | Welcome to the freak show (Lang, Wallner) | 6:15  |
| 3.  | Light of the world (Lang, Wallner)        | 10:08 |
| 4.  | Not our place to be (Lang, Wallner)       | 6:06  |
| 5.  | What I really need (Lang, Wallner)        | 5:20  |
| 6.  | Give birth to the sun (Lang, Wallner)     | 8:58  |
| 7.  | Far away from home (Lang, Wallner)        | 4:33  |

What I really want gaat over dat tegenwoordig je overspoeld wordt door allerlei consumentenartikelen, maar of dat is wat je echt wil, is de vraag. In No place to be zijn strijkinstrumenten te horen; geen echte, maar gesamplede. De band vond strijkers uit de klassieke muziek niet passen binnen het SF-thema. Een muzikale terugkeer naar het verleden is te horen in A new World, daarin is een Moog Rogue-synthesizer te horen, populair in de tijdens van The Roaring Silence van Manfred Mann en band. Het was naar eigen zeggen de eerste synthesizer die Yogi kocht. Voor A new World werd een videoclip geschoten met Rob Quirk. Leden van RWPL maken kennis met aliens, die bij de kennismaking direct voelen wat voor gewelddadig geschiedenis de Aardbewoners hebben meegemaakt. 
RPWL staan als stripfiguren afgebeeld; ze hebben verschillende kleuren kleding aan, die later waren terug te vinden in de elpeepersing. Het vinyl was daarbij blauw, rood, roze of groen; je kon bestelling al naargelang de muzikant die je het liefst was. 
In Duitsland en Zwitserland wist het een week een positie te bemachtigen in de albumlijst.

## Live
Er volgden een aantal promotieconcerten. Het optreden op 7 april 2019 in de Cultuurpodium Boerderij in Zoetermeer leidde tot het livealbum Live from outer space.